# Ромаска
Ромаска — река в России, протекает по Шегарскому району Томской области. Устье реки находится в 147 км по левому берегу реки Шегарка. Длина реки составляет 14 км. Приток — Берёзовка.

## Данные водного реестра
По данным государственного водного реестра России относится к Верхнеобскому бассейновому округу, водохозяйственный участок реки — Обь от Новосибирского гидроузла до впадения реки Чулым, без рек Иня и Томь, речной подбассейн реки — бассейны притоков (Верхней) Оби до впадения Томи. Речной бассейн реки — (Верхняя) Обь до впадения Иртыша.
Код объекта в государственном водном реестре — 13010200712115200013411.